# Ahl al-kitāb
Ahl al-kitāb (arabisch أهل الكتاب ‚Leute des Buches, Leute der Schrift, Buchbesitzer‘) ist ein Begriff, mit dem im Koran, im Hadith und im islamischen Recht die Juden und Christen bezeichnet werden. Die Aussagen zu den Ahl al-kitāb im Koran sind ambivalent. Während an einzelnen Stellen die religiösen Gemeinsamkeiten zwischen Ahl al-kitāb und Muslimen betont werden (Sure 3:64, Sure 29:46), wird an vielen anderen Stellen zwischen den wenigen guten und den mehrheitlich schlechten Ahl al-kitāb unterschieden, wobei dann letztere den Ungläubigen zugeordnet werden. In Sure 9:29 wird zum Kampf gegen diese Ungläubigen aufgerufen, bis sie die Dschizya entrichten. Im Hadith finden sich viele Überlieferungen, die die Abkehr Mohammeds von den Bräuchen der Ahl al-kitāb thematisieren.
Das islamische Recht ordnet den Kitābī, d. h. den Angehörigen der Ahl al-kitāb, ebenfalls als Ungläubigen ein, stellt ihn jedoch höher als den Beigeseller. So ist es Muslimen erlaubt, Frauen von den Ahl al-kitāb zu heiraten, nicht jedoch von den Beigesellern. Und anders als die Beigeseller können die Ahl al-kitāb durch Dhimma-Verträge in ein Schutzverhältnis zum islamischen Staat treten, wenn sie die Dschizya entrichten. Langanhaltende Diskussionen gab es unter den islamischen Gelehrten über die Frage, ob und unter welchen Voraussetzungen Muslime das Fleisch von Tieren essen dürfen, die von Ahl al-kitāb geschlachtet wurden. Auch die Frage der Ausdehnung des Ahl-al-kitāb-Konzepts auf andere Religionen wurde immer wieder diskutiert.

## Koranische Aussagen
Im Koran erscheint der Begriff Ahl al-kitāb erst am Anfang der medinischen Periode. Insgesamt werden die Ahl al-kitāb in 35 Versen erwähnt. Alternativ für ahl al-kitāb werden an einigen Stellen des Korans auch Ausdrücke wie „diejenigen, denen das Buch gegeben wurde“ (allaḏīna ūtū l-kitāba; so z. B. Sure 2:144; 5:5) oder „diejenigen, denen wir das Buch schon vor ihm (d.h. dem Koran) brachten“ (allaḏīna atainā-hum al-kitāba min qabli-hī; so z. B. 28:52) verwendet.

### Die Ahl al-kitāb als Juden und Christen
Zwar gibt es keine Stelle im Koran, an der die mit dem Ausdruck ahl al-kitāb gemeinte religiöse Gruppe klar identifiziert wird, doch existieren mehrere Stellen, aus denen hervorgeht, dass mit dem „Buch“ (kitāb) die Bibel gemeint ist und somit der Ausdruck die „Anhänger der Bibel“, also Juden und Christen, meint. So heißt es in Sure 2:113: „Die Juden sagen: ‚Die Christen stützen sich auf nichts.‘ – Die Christen sagen: ‚Die Juden stützen sich auf nichts‘. Dabei tragen doch beide das Buch vor.“ Ein Bezug des Ausdrucks zur Bibel ergibt sich auch aus Sure 5:68, wo die Ahl al-kitāb aufgefordert werden, sich an Tora und Evangelium zu halten. Deutlich wird der Bezug zu Judentum und Christentum darüber hinaus in Sure 3:65-67. Hier werden die Ahl al-kitāb ermahnt, nicht über Abraham zu streiten: Abraham sei weder Jude noch Christ, sondern ein wahrer Gläubiger und Hanīf.
Sure 4 enthält zwei Passagen, an denen der Begriff Ahl al-kitāb eindeutig nur auf eine der beiden Gruppen bezogen ist. Die erste Passage sind die Verse 153-160, in denen sich der Begriff auf die Juden bezieht. Zunächst wird mitgeteilt, dass die Ahl al-kitāb Mohammed auffordern, ein Buch vom Himmel auf sie herabkommen zu lassen. Dieses Verhalten wird zu ihren israelitischen Vorvätern in Bezug gesetzt, die von Mose verlangten, ihnen Gott zu zeigen. Obwohl sie von einem Donnerschlag erfasst wurden und so die „Beweise“ (baiyināt) zu ihnen gekommen waren, stellten sie ein goldenes Kalb her (Sure 4:153). Gott hob daraufhin den Berg Sinai über ihnen empor, erlegte ihnen das Sabbatgebot auf und nahm von ihnen einen festen Bund entgegen (Sure 4:154). Da sie ihren Bund gebrochen haben, Gottes Zeichen leugneten und die Propheten grundlos töteten, außerdem Maria verleumdeten und von Jesus behaupteten, dass sie ihn getötet hätten, hat Gott ihnen Gutes verboten, was ihnen einst erlaubt war (Sure 4:155-160). Jesus wird am Tag der Auferstehung Zeuge gegen diejenigen Ahl al-kitāb sein, die nicht an ihn glaubten (Sure 4:159).
Die zweite Textstelle ist Sure 4:171, an der sich der Ausdruck eindeutig auf Christen bezieht. Die Ahl al-kitāb werden hier gewarnt, in ihrer Religion nicht zu weit zu gehen. Sie sollen Jesus Christus nicht als Sohn Gottes verehren, sondern nur als seinen Gesandten, „sein Wort, das er an Maria richtete,“ und als Geist von ihm. Außerdem wird in dem Vers die christliche Trinitätslehre zurückgewiesen: „So glaubt an Gott und seine Gesandten und sagt nicht: ‚Drei‘! – Hört auf damit, es wäre für euch besser. Denn siehe, Gott ist ein Gott.“

### Die Suche nach einer gemeinsamen Grundlage
In Sure 5:15 wird den Ahl al-kitāb verkündet, dass Gottes Gesandter zu ihnen gekommen ist, um ihnen vieles von dem klarzumachen, was sie vom Buch verborgen haben, und um (gleichzeitig) gegen vieles nachsichtig zu sein. Licht und ein „klares Buch“ (kitāb mubīn) sind zu ihnen gekommen. Erneut in direkter Ansprache wird den Ahl al-kitāb in Sure 5:19 verkündet, dass Gottes Gesandter zu ihnen gekommen ist, und zwar, um ihnen während einer Pause unter den Gesandten Klarheit zu verschaffen. Gottes Gesandter ist für sie Freudenbote (bašīr) und Warner (naḏīr). In Sure 5:65 wird den Ahl al-kitāb in Aussicht gestellt, dass im Falle, dass sie glauben und gottesfürchtig sind, Gott ihnen ihre Missetaten vergibt und sie in den Paradiesgarten eintreten lässt.
Ein Vers in Sure 3 lässt deutlich den Willen erkennen, eine gemeinsame Grundlage zwischen Muslimen und Ahl al-kitāb zu finden: „Sprich: ‚Ihr Ahl al-kitāb! Kommt her zu einem Wort, das gleich ist zwischen uns und euch (kalimat sawāʾ baina-nā wa-baina-kum)! Dass wir keinem dienen außer Gott, dass wir ihm nichts beigesellen und dass wir uns nicht untereinander an Gottes statt zu Herren nehmen.‘ Und wenn sie sich abwenden, sprecht: ‚Bezeugt, dass wir Ergebene (muslimūn) sind‘“ (Sure 3:64). Nach einer Tradition, die von Ibn Ishāq überliefert wird, richtete Mohammed diese Worte an die Juden von Medina, doch gibt es auch die Überlieferung, wonach dieser Vers im Zusammenhang seiner Auseinandersetzung mit den Christen aus Nadschrān, die nach 630 nach Medina kamen, offenbart wurde. Der ägyptische Reformdenker Muhammad ʿAbduh nannte diesen Vers aufgrund seiner grundlegenden Bedeutung für die islamische Missionsbewegung den „Daʿwa-Vers“ (āyat ad-daʿwa). Mohammed soll diesen Vers auch in seinem Missionsbrief an den byzantinischen Kaiser Herakleios verwendet haben.
Ganz ähnlich werden in Sure 29:46 die Gläubigen aufgefordert, mit den Ahl al-kitāb nur auf schöne Art zu streiten und dabei den gemeinsamen Glauben an den einen Gott und das, was ihnen in der Vergangenheit und den Muslimen in der Gegenwart herabgesandt wurde, zu betonen. Die Hoffnung, mit den Ahl al-kitāb eine Gemeinschaft bilden zu können, schlägt sich auch in einer Aussage von Sure 5 nieder, die Tischgemeinschaft und Konnubium mit ihnen erlaubt. Sie lautet: „Heute sind euch erlaubt die guten Dinge, und die Speise derer, denen das Buch gegeben wurde, ist euch erlaubt. Und eure Speise ist ihnen erlaubt, und die keuschen Frauen von den Gläubigen und von denen, denen das Buch gegeben wurde.“ (Sure 5:5).

### Unterscheidung zwischen guten und schlechten Ahl al-kitāb
Eine Passage in Sure 28 lässt erkennen, dass es bei den Ahl al-kitāb sehr positive Reaktionen auf den Koran gab. Sie lautet: „Diejenigen, denen wir das Buch schon vor ihm brachten, die glauben daran. Und wird es ihnen vorgetragen, sagen sie: ‚Wir glauben daran. Siehe, es ist die Wahrheit von unserem Herrn. Siehe, schon vor ihm waren wir Muslime.‘“ (Sure 28:52f). Spätere Exegeten haben die hier vorausgesetzte Existenz von Muslimen unter den vorislamischen Ahl al-kitāb damit erklärt, dass diese bereits durch Tora und Evangelium mit der Botschaft des Islams vertraut waren und deshalb in Mohammed den wahren Propheten erkannten. In denen folgenden Versen werden diese Ahl al-kitāb für ihre Standhaftigkeit gelobt: Sie wehren mit dem Guten das Böse ab und wenden, wenn sie nichtiges Gerede hören, sich davon ab. Deswegen sollen sie doppelten Lohn erhalten (Sure 28:54f). Nach einer Überlieferung, die auf Mudschāhid ibn Dschabr zurückgeführt wird, handelte es sich um eine Gruppe von Ahl al-kitāb, die zum Islam konvertierte und daraufhin von den Juden schikaniert wurde.
Eine ausführlichere Beschreibung der Ahl al-kitāb, in der zwei Gruppen von ihnen unterschieden werden, findet sich in Sure 3:110-115. Die Gläubigen bilden demnach unter den Ahl al-kitāb nur eine Minderheit: „Es gibt unter ihnen Gläubige, aber die meisten von ihnen sind Frevler (fāsiqūn)“ (Sure 3:110). Die beiden folgenden Verse sind der Beschreibung dieser Frevler gewidmet: Sie können den Muslimen nicht schaden, sind aber selbst aufgrund ihrer Widerspenstigkeit und ihrer Übertretungen mit Schmach und Armut geschlagen (Sure 3:111f.). Hieraufhin wird erneut die Unterschiedlichkeit der beiden Gruppen hervorgehoben und eine ausführlichere Beschreibung von den gläubigen Ahl al-kitāb gegeben: „Sie sind nicht alle gleich. Unter den Ahl al-kitāb gibt es eine aufrechte Gemeinschaft (umma qāʾima). Sie tragen die Zeichen Gottes vor, zur Zeit der Nacht, und werfen sich dabei nieder. Sie glauben an Gott und den Jüngsten Tag, gebieten das Rechte, verbieten das Verwerfliche und sind schnell bereit zu guten Taten. Jene gehören zu den Rechtschaffenen (ṣāliḥūn)“  (Sure 3:113f.). Diesen Rechtschaffenen unter den Ahl al-kitāb wird zum Schluss der Passage jenseitiger Lohn in Aussicht gestellt: „Für das, was sie an Gutem tun, werden sie nicht Undank ernten. Gott kennt die Gottesfürchtigen“ (Sure 3:115). Nach der islamischen Überlieferung ist mit der „aufrechten Gemeinschaft“ (umma qāʾima) eine Gruppe von Juden gemeint, die zum Islam konvertierten, namentlich ʿAbdallāh ibn Salām, Thaʿlaba ibn Saʿya und Asad ibn ʿUbaid.
Die Existenz von Rechtschaffenen unter den Ahl al-kitāb wird erneut in Sure 3:199 betont: „Siehe, unter den Ahl al-kitāb ist wahrlich mancher, der an Gott glaubt und an das, was zu euch herabgesandt wurde und zu ihnen. Demütig sind sie gegen Gott und verkaufen Gottes Zeichen nicht für geringen Preis. Denen steht bei ihrem Herrn ihr Lohn zu.“ Nach der islamischen Überlieferung bezieht sich dieser Vers auf den Negus Ashama ibn Abdschar, den abessinischen Herrscher, der in den Jahren zuvor eine Abordnung von Mohammeds Anhängern gütig aufgenommen und starkes Interesse an ihren religiösen Vorstellungen gezeigt hatte. Anlass für die Offenbarung dieses Verses soll das Eintreffen der Nachricht vom Tod dieses Herrschers gewesen sein. Als Mohammed bei dieser Gelegenheit seine Gefährten dazu aufforderte, „für euren Bruder, der in einem anderen Land gestorben ist,“ zu beten, sollen einige seiner Anhänger, die in den Quellen als Munāfiqūn bezeichnet werden, darüber gemäkelt haben, weil sie es für abwegig hielten, für einen „christlichen Ungläubigen“ (ʿilǧ naṣrānī) zu beten. Sure 3:199 soll die Antwort auf diese Kritik gewesen sein. Nach anderen Auffassungen bezieht sich der Vers auf den jüdischen Konvertiten ʿAbdallāh ibn Salām oder allgemein auf Juden und Christen, die zum Islam übergetreten sind.
Der Gedanke, dass die Guten bei den Ahl al-kitāb nur eine Minderheit bilden, die Schlechten aber die Mehrheit, wird erneut in Sure 5:66 vorgetragen, wo es heißt: „Unter ihnen (d.h. den Ahl al-kitāb) gibt es eine Gemeinschaft, die maßvoll ist (umma muqtaṣida). Doch zahlreich sind diejenigen von ihnen, die Böses tun.“ Nach at-Tabarīs Interpretation sind mit der „maßvollen Gemeinschaft“ (umma muqtaṣida) solche Christen gemeint, die sich der islamischen Christologie angeschlossen haben, d. h. ihn weder als Sohn Gottes betrachten, noch als Bastard, sondern als Gesandten und Geist Gottes. Mudschāhid ibn Dschabr meinte sogar, dass damit nur diejenigen Ahl al-kitāb gemeint seien, die zum Islam konvertiert waren.
Die Unterscheidung zwischen guten und schlechten Ahl al-kitāb findet sich noch an verschiedenen anderen Stellen im Koran. So wird in Sure 3:75 hervorgehoben, dass es unter den Ahl al-kitāb manche Vertrauenswürdige gibt und andere, die nicht vertrauenswürdig sind. In Sure 98:4 wird erklärt, dass sich diejenigen, denen das Buch gegeben wurde, erst dann aufteilten, als der klare Beweis (al-baiyina) zu ihnen kam. Der klare Beweis, so wird schon vorher erklärt, ist ein von Gott Gesandter, der gereinigte Blätter vorträgt, auf denen beständige Schriften stehen (Sure 98:2f).

### Kampf gegen die ungläubigen Ahl al-kitāb und Einführung der Dschizya
Viele Bezugnahmen auf die Ahl al-kitāb im Koran haben polemischen Charakter. So wird den Ungläubigen unter den Ahl al-kitāb vorgeworfen, dass sie den Gläubigen nicht gönnen, dass ihnen etwas Gutes von ihrem Herrn herabgesandt wird (Sure 2:105). Viele von ihnen strebten aus Neid und wider besseres Wissen danach, die Gläubigen wieder zu Ungläubigen zu machen (Sure 2:109). Der Vorwurf, dass die Ahl al-kitāb die Anhänger Mohammeds in die Irre führen wollen, findet sich auch Sure 3:69: „Eine Gruppe von den Buchbesitzern wollte euch in die Irre führen. Doch nur sich selber führten sie in die Irre, ohne es zu merken.“ Denjenigen unter den Ahl al-kitāb, die nicht vertrauenswürdig sind, wird vorgeworfen, wissentlich Lüge über Gott zu sprechen (Sure 3:75). Einige polemische Aussagen sind auch als Fragen formuliert (z. B. Sure 3:98f, 5:59). So werden die Ahl al-kitāb in Sure 3:70-71 gefragt, warum sie nicht an die Zeichen Gottes glauben, obwohl sie sie doch vor sich sehen, und warum sie die Wahrheit mit dem Nichtigen vermengen.
Einige Aussagen zu den Ahl al-kitāb nehmen auf militärisches Geschehen Bezug. In Sure 59:2 wird beschrieben, dass die Gläubigen durch Gottes Wirken über die Ungläubigen unter den Ahl al-kitāb siegen. Er treibt sie aus ihren Häusern und Festungen, in denen sie sich sicher wähnten und die auch die Gläubigen für uneinnahmbar hielten. Gott warf Schrecken in ihre Herzen, so dass sie ihre Häuser mit eigenen Händen zerstörten. Der Vers wird üblicherweise als eine Bezugnahme auf die Vertreibung der jüdischen Banū Qainuqāʿ verstanden und soll nach der Vertreibung der jüdischen Banū n-Nadīr abgeändert und erweitert worden sein. Die Ahl al-kitāb werden erneut in Sure 59:11 erwähnt, in dem es ebenfalls um die kriegerische Auseinandersetzung des Propheten mit seinen Gegnern geht. Der Vers spricht von Heuchlern, die ihren Brüdern unter den Ungläubigen der Ahl al-kitāb versprochen haben, mit ihnen ins Exil zu gehen, wenn sie vertrieben werden, und ihnen Hilfe im Kampf zugesagt haben, diese Zusagen jedoch nicht eingehalten haben. Nach der islamischen Überlieferung bezieht sich diese Aussage auf die Munāfiqūn von Medina und ihre Zusagen bei der Vertreibung der Banū n-Nadīr.
In einem Vers, der in die Zeit nach der Grabenschlacht eingeordnet wird und sich auf den jüdischen Stamm der Banu Quraiza beziehen soll, die gegen Mohammed kämpften, heißt es, dass Gott diejenigen Ahl al-kitāb, die den Ungläubigen halfen, von ihren Festungsbauten herunterkommen ließ und Furcht und Schrecken in ihre Herzen warf, so dass die Gläubigen sie teils töten und teils gefangen nehmen konnten (Sure 33:26).
In Sure 9:29 findet sich schließlich eine direkte Aufforderung zum Kampf gegen die Ungläubigen unter den Ahl al-kitāb: „Kämpft gegen diejenigen von denen, denen das Buch gegeben wurde, die nicht an Gott und den Jüngsten Tag glauben, die das, was Gott und sein Gesandter verboten haben, nicht verbieten, und nicht der wahren Religion angehören, bis sie erniedrigt die Dschizya aus der Hand entrichten.“ Der Kampf gegen diese Gruppe unter den Ahl al-kitāb wird damit begründet, dass diese sich „ihre Gelehrten und Mönche sowie Christus, den Sohn der Maria, an Gottes Statt zu Herren genommen haben“, obwohl ihnen befohlen wurde, nur einem Gott zu dienen (Sure 9:31).
Islamische Rechtsgelehrte haben später aus diesem Vers abgeleitet, dass in dem Fall, dass die Ahl al-kitāb die Dschizya zahlten, es nicht mehr erlaubt war, diese weiter zu bekämpfen.

## Die Abkehr von den Traditionen der Ahl al-kitāb im frühen Islam

### Bräuche
Nach der islamischen Überlieferung glich sich Mohammed nach seiner Ankunft in Medina in vielen Dingen wie zum Beispiel bei seiner Haartracht den Ahl al-kitāb an. ʿAbdallāh ibn ʿAbbās wird mit der Aussage zitiert, dass ihm die Übereinstimmung (muwāfaqa) mit ihnen auch bei den Dingen gefiel, bei denen ihm das nicht befohlen war. Nach dem Zerwürfnis mit den Ahl al-kitāb soll er jedoch seinen Anhängern befohlen haben, sich von ihnen in möglichst vielen Dingen abzusetzen. Ibn Taimīya zählt eine ganze Anzahl von Dingen auf, bei denen Mohammed zuerst den Ahl al-kitāb folgte, sich dann aber von ihnen abwandte. Dazu gehörte die Ausrichtung beim Gebet auf Jerusalem, die abrogiert und durch die Ausrichtung auf die Kaaba ersetzt wurde. Die Abkehr von Ahl al-kitāb ging so weit, dass er seine Anhänger dazu anhielt, das Gebet in Schuhen zu verrichten, weil die Juden für das Gebet die Schuhe auszogen. Nach dem Tode des Propheten verbot ʿUmar ibn al-Chattāb den Ahl al-kitāb, Schuhe von der Art der Muslime zu tragen. Ein Hadith, der auf ʿAmr ibn al-ʿĀs zurückgeführt wird, besagt, dass die Sahūr-Mahlzeit speziell deswegen eingeführt wurde, um einen Unterschied zwischen dem muslimischen Fasten und dem Fasten der Ahl al-kitāb zu haben.
Der ismailitische Rechtsgelehrte Al-Qādī an-Nuʿmān (gest. 974) zitiert einen Hadith, wonach der Prophet den männlichen Gläubigen eine ganze Reihe von Anweisungen hinsichtlich ihrer Körperbehaarung gab: Sie sollten das Haar auf den Schläfen und den Bart auf den Wangen kürzen, ihre Bärte kämmen, den Nacken ausrasieren, den Schnurrbart kurz rasieren, die Enden aber stehen lassen. Dies alles sollte erfolgen, damit sie sich nicht den Ahl al-kitāb ähneln.
Ibn Taimīya war aufgrund der Abkehr des Propheten von den Ahl al-kitāb der Auffassung, dass es für Muslime nicht zulässig sei, irgendetwas von ihren religiösen Lehren oder Praktiken zu übernehmen. Dies begründete er mit dem Konsens der Muslime, der auf den Gottesgesandten zurückgeht. Und er erklärte: „Wenn ein Mann sagen würde, dass es für uns wünschenswert ist, mit den Ahl al-kitāb unserer Zeit übereinzustimmen, dann würde er nichts mehr mit der Religion der Umma zu tun haben.“

### Textliche Überlieferungen
Nach einem Hadith, der auf Abū Huraira zurückgeführt wird, pflegten die Ahl al-kitāb in der Zeit des Propheten die Tora auf Hebräisch vorzulesen und den Muslimen auf Arabisch auszulegen. Unter den ersten Generationen gab es viele Personen, die auch von den Ahl al-Kitāb überlieferten. Einer der vertrauenswürdigsten soll Kaʿb al-Ahbār (gest. 652) gewesen sein. Auch ʿAbdallāh ibn ʿAmr (gest. 685) war dafür bekannt, Erzählungen (qiṣaṣ) und eschatologische Traditionen (aḫbār al-fitan wa-l-āḫira) von den Ahl al-kitāb zu entlehnen. Nach Angabe des syrischen Hadith-Gelehrten adh-Dhahabī (gest. 1348) war ʿAbdallāh ibn ʿAmr danach süchtig, in die Bücher der Ahl al-kitāb zu blicken und von ihnen zu überliefern. Auch unter den Belehrungsquellen von ʿAbdallāh ibn ʿAbbās finden sich viele Ahl al-kitāb.
Allerdings gab es viele Vorbehalte gegenüber der Übernahme der Traditionen von den Ahl al-kitāb. Mohammed selbst soll seine Anhänger angewiesen haben, den Ahl al-kitāb weder Recht zu geben, noch sie der Lüge zu beschuldigen, sondern sich im Glauben auf das zu beschränken, was Gott ihnen in Gestalt des Korans herabgesandt habe. Al-Hasan al-Basrī (gest. 728) hielt es für fernliegend, sich bei der Auslegung des Korans auf die Ahl al-kitāb zu berufen. In späteren Hadith-Werken wird ganz allgemein vor den Mitteilungen dieser Gruppen gewarnt. ʿAbdallāh ibn ʿAbbās, der eigentlich für seine Entlehnungen von den Ahl al-kitāb bekannt ist, wird im Sahīh al-Buchārī mit der Aussage zitiert: „O Gemeinschaft der Muslime! Wie könnt ihr die Ahl al-kitāb über etwas befragen, wo doch Euer Buch, das dem Gottesgesandten offenbart wurde, die neueste von den Nachrichten über Gott ist? Ihr lest es in einer unverfälschten Form, während Gott euch unterrichtet hat, dass die Ahl al-kitāb das, was Gott geschrieben hat, ausgetauscht und mit ihren eigenen Händen verändert haben, um dann zu sagen, dass es von Gott ist.“

## Rechtswissenschaftliche Diskussionen

### Die Frage der Schlachttiere
Besonders stark wurde unter den muslimischen Gelehrten die Frage diskutiert, ob und wieweit es erlaubt ist, die von Ahl al-kitāb geschlachteten Tiere zu essen. Ausgangspunkt der Diskussionen war der Koranvers: „Heute sind euch erlaubt die guten Dinge, und die Speise derer, denen das Buch gegeben wurde, ist euch erlaubt. Und eure Speise ist ihnen erlaubt“ (Sure 5:5). Den Begriff „Speise“ (ṭaʿām) in diesem Vers bezog man allein auf Schlachttiere. Mehrere frühe Gelehrte wie ʿAbdallāh ibn ʿAbbās, asch-Schaʿbī und Makhūl ibn Abī Muslim vertraten die Auffassung, dass die Schlachttiere der Ahl al-kitāb aufgrund von Sure 5:5 für die Muslime erlaubt seien, selbst wenn die Ahl al-kitāb beim Durchschneiden der Kehle nicht den Namen Allāhs ausgesprochen hatten. Sie erklärten das damit, dass der Vers eine spezialisierende Einengung (taḫṣīṣ) für die allgemein formulierten Normen ins Sure 6:121 („Esst nichts von dem, worüber der Name Gottes nicht ausgesprochen wurde“) und Sure 5:3 („Verboten ist euch […], worüber ein anderer als Gott gepriesen wurde“) darstelle. Die Erlaubnis sollte sogar dann gelten, wenn der Jude bei der Schlachtung den Namen ʿUzairs und der Christ bei der Schlachtung den Namen Jesu’ ausgesprochen hatte. Zwar meinten ʿĀ'ischa bint Abī Bakr, ʿAlī ibn Abī Tālib, ʿAbdallāh ibn ʿUmar und al-Hasan al-Basrī, dass man in dem Fall, dass man den Kitābī einen anderen Namen als denjenigen Gottes aussprechen höre, von dem Tier nicht essen sollte, und Mālik hielt den Verzehr solcher Schlachttiere für makrūh, doch galt diese Einschränkung nicht für den Fall, dass man davon nichts wusste.
Ibn Ruschd (gest. 1198) konstatierte ebenfalls einen Konsens über die Erlaubtheit der Schlachttiere der Ahl al-kitāb, knüpfte ihn allerdings an bestimmte Voraussetzungen: a) es darf sich bei den Ahl al-kitāb nicht um Christen der Banū Taghlib handeln; b) es dürfen keine Apostaten sein; c) die Ahl al-kitāb müssen das Tier für sich selbst geschlachtet haben; d) man weiß, dass sie Allah über dem Schlachttier anrufen; e) ihr Schlachttier gehört nicht zu dem, was in der Tora verboten worden ist oder zu dem, was sie sich selbst verboten haben. Ausgenommen von dem Konsens war außerdem der Talg des Schlachttiers.
Im Laufe der Zeit wurde die grundsätzliche Erlaubnis von Sure 5:5 in der islamischen Normenlehre im islamischen Recht jedoch erheblich relativiert. So hielten es zum Beispiel einige Malikiten für tadelnswert, etwas zu essen, was ein Kitābī für sich selbst geschlachtet hatte. Andere meinten umgekehrt, dass Fleisch, das ein Kitābī für einen Muslim geschlachtet hatte, nicht gegessen werden sollte. Die Muslime wurden dazu angehalten, sich zu vergewissern, dass bei der Schlachtung Allāh angerufen worden war und nicht das Kreuz oder Jesus. Wiederum andere hielten es für verwerflich, Fleisch zu essen, das Ahl al-kitāb für ihre Feste vorbereitet hatten. Der imamitische Gelehrte Bahāʾ ad-dīn al-ʿĀmilī (gest. 1622) erklärte den Verzehr von Schlachttieren der Ahl al-kitāb sogar für verboten und verfasste darüber für Schah ʿAbbās I. eine eigene Abhandlung. Darin behauptete er, dass sowohl Imamiten als auch Hanbaliten den Verzehr dieser Tiere in jedem Fall verböten, während Hanafiten, Schafiiten und Malikiten sie unter bestimmten Umständen erlaubten.
Eine Neubewertung dieser Frage ergab sich erst Ende des 19. Jahrhunderts im Rahmen der islamischen Reformbewegungen. So urteilte zum Beispiel Siddīq Hasan Chān von der indischen Ahl-i-Hadīth-Bewegung in seinem Koran-Kommentar Fatḥ al-bayān, dass Sure 5:5 ein Beweis dafür sei, dass die gesamte Speise der Ahl al-kitāb einschließlich des Fleisches für die Muslime halāl sei, selbst wenn die Ahl al-kitāb beim Durchschneiden der Kehle nicht den Namen Allāhs ausgesprochen hatten, und begründete das damit, dass schon ʿAbdallāh ibn ʿAbbās, asch-Schaʿbī und Makhūl ibn Abī Muslim so entschieden hatten.
Ähnlich beurteilte diese Frage auch der ägyptische Reformdenker Muhammad ʿAbduh (1849–1905) in seinem Transvaal-Fatwa. Anlass für dieses Fatwa war, dass sich ein Muslim aus Transvaal an ʿAbduh gerichtet hatte, um seine Meinung zu drei Fragen zu erfahren. Die zweite Frage bezog sich auf von Christen geschlachtete Tiere. Er wollte wissen, ob Muslime Rinder, die von Christen geschlachtet werden, essen dürfen, wenn diese die Rinder erschlagen und erst danach den Kehlschnitt durchführen, dabei aber nicht die Basmala sprechen, und wie es sich mit Schafen verhält, die Christen ohne Basmala schlachten. Die geschilderte Schlachtform verstieß in dreifacher Weise gegen islamische Vorschriften, denn 1. enthält Sure 5:3 ein explizites Verzehrverbot für Fleisch von erschlagenen Tieren; 2. muss nach dem Konsens der islamischen Rechtsgelehrten der Kehlschnitt bei lebendigem Leibe durchgeführt und das Tier dadurch getötet werden; 3. muss beim Kehlschnitt die Basmala gesprochen werden.
Muhammad ʿAbduh dagegen verwies in seiner Antwort auf Sure 5:5 und empfahl, sich an das zu halten, was der malikitische Gelehrte Abū Bakr Ibn al-ʿArabī gelehrt hatte, dass man sich nämlich danach ausrichten müsse, ob das Geschlachtete zu dem gehörte, was gewöhnlich von den christlichen Geistlichen und Laien gegessen wird. Wenn das der Fall sei, so erklärte ʿAbduh, dann dürfe man es essen, weil es unter die Kategorie der in Sure 5:5 genannten „Speise der Ahl al-kitāb“ falle. Es sei dann belanglos, wie das betreffende Tier geschlachtet worden sei. Entscheidend sei allein, ob die geistlichen Führer der Ahl al-kitāb die Schlachtungsart billigten. Die Auffassung, dass sich die Erlaubnis aus Sure 5:5 lediglich auf diejenigen Ahl al-kitāb bezöge, die zum Islam konvertiert seien, wies ʿAbduh mit dem Argument zurück, dass sich die Einschränkung auf diesen engen Personenkreis aus dem Koranvers nicht ergebe. Der Vers diene vielmehr dazu, Beschwerlichkeit (ḥaraǧ) im Umgang mit den Ahl al-kitāb abzuwenden.
Nach Muhammad ʿAbduh haben auch Raschīd Ridā (1865–1935) und Yūsuf al-Qaradāwī diese Position vertreten. Sie stellt allerdings immer noch eine Minderheitenposition dar. In zeitgenössischen islamischen Beratungsforen wie IslamOnline, die auf das Leben in einem nichtmuslimischen Umfeld als spezielle Rahmenbedingung abstellen, wird der Verzehr von Tieren, die durch Juden oder Christen geschlachtet wurden, zwar erlaubt, aber gleichzeitig die Empfehlung ausgesprochen, nach Möglichkeit islamisch geschlachtetes Fleisch zu konsumieren.

### Die Frage des Umgangs mit den Ahl al-kitāb
Auch die Frage des Umgangs mit den Ahl al-kitāb wurde immer wieder diskutiert. In Britisch-Indien zum Beispiel veröffentlichte der der Ahl-i-Hadīth-Bewegung angehörende Gelehrte Saiyid Imdād ul-ʿAlī Murādābādī (gest. ca. 1886), der als besonders loyaler Untertan der britischen Krone galt, zwei Schriften, in denen er davor warnte, mit Ahl al-kitāb vertraulichen Umgang zu pflegen oder mit ihnen gemeinsame Mahlzeiten einzunehmen.
Eine gänzlich andere Haltung nahm Muhammad ʿAbduh ein. Er erklärte in seinem Transvaal-Fatwa von 1903 nicht nur das Essen von Tieren, die durch Ahl al-kitāb geschlachtet wurden, für erlaubt, sondern auch das Tragen von Kitābī-Kleidung, mit dem Argument, dass der Koran dies nicht explizit verbiete. Dies soll insbesondere für solche Muslime gelten, die mit Europäern zusammen leben müssen.
Der iranische schiitische Gelehrte Abū ʿAbdallāh az-Zandschānī (1891–1941) veröffentlichte 1926 in Bagdad ein arabisches Buch, in dem er die Reinheit  der Ahl al-kitāb zu beweisen versuchte. Hintergrund für die Abfassung seines Buches war, dass er im Jahre 1924 eine Wallfahrt nach Mekka unternommen und dabei ein Dampfschiff benutzt hatte, dessen Besatzung fast ausschließlich aus Nicht-Muslimen bestand. Dieses Erlebnis brachte ihn dazu, über die Frage nachzudenken, ob Muslime Umgang mit Nicht-Muslimen pflegen dürfen. Az-Zandschānī erörterte die Frage anhand von Zitaten aus dem Koran und der schiitischen Literatur. Insbesondere geht es ihm darum, zu zeigen, dass Juden, Christen und Zoroastrier nicht unter die Kategorie der Muschrikūn fallen. Aufgrund dessen kam er zu der Schlussfolgerung, dass Muslime mit Personen, die diesen Religionsgemeinschaften angehören, Umgang pflegen dürfen, wenn sie die notwendigen Vorkehrungen treffen. Das Buch wurde allerdings im Irak konfisziert.

### Die Ausdehnung des Ahl-al-kitāb-Status auf andere Religionsgruppen
Während der Koran den Begriff ahl al-kitāb auch für solche Juden und Christen verwendet, die zum Islam konvertiert sind, reserviert der islamische Sprachgebrauch der nachkoranischen Zeit den Begriff für diejenigen Juden und Christen, die nicht zum Islam übergetreten sind. Asch-Schahrastānī (gest. 1153), der in seinem doxographischen Werk al-Milal wa-n-niḥal die gesamten ihm bekannten religiösen und philosophischen Lehren in Kategorien eingeteilt hat, ordnet die Ahl al-Kitāb in diesem System denjenigen Gruppen zu, die eine eigene Scharia sowie eigene normative Bestimmungen (aḥkām), Strafen (ḥudūd) und Symbole (aʿlām) besitzen, aber „außerhalb der islamischen Gemeinschaft und Scharia“ stehen. Nach dem islamischen Recht gehörten grundsätzlich alle Christen und Juden zu den Ahl al-kitāb. Lediglich bei den arabischen Christen der Banū Taghlib war die Zugehörigkeit zu den Ahl al-kitāb umstritten. Hierbei spielte eine Rolle, dass die Banū Taghlib im Gegensatz zu den anderen Ahl al-kitāb keine Dschizya zahlten. Andere sagten ihnen nach, dass sie keine echten Christen seien.

#### Einschluss von Madschūs und Dualisten
Schon früh wurde der Ahl-al-kitāb-Status aber auch auf die sogenannten Madschūs ausgedehnt. Grundlage hierfür war eine Überlieferung, die Mālik ibn Anas in seinem Muwattā anführt. Demnach erwähnte ʿUmar ibn al-Chattāb eines Tages die Madschūs und äußerte seine Ratlosigkeit darüber, wie er mit ihnen verfahren sollte. Hierauf soll ʿAbd ar-Rahmān ibn ʿAuf gesagt haben: „Ich bezeuge, dass ich den Gottesgesandten sagen hörte: Wendet bei ihnen die gleiche Sunna an wie bei den Ahl al-kitāb“. In der ismailitischen Rechtsliteratur wird überliefert, dass ʿAlī ibn Abī Tālib die Madschūs den Ahl al-kitāb zuordnete. Er soll gesagt haben: „Die Madschūs sind Ahl al-kitāb, nur ist ihre Angelegenheit ausgelöscht worden“ (al-Maǧūs ahl al-kitāb illā anna-hū indaras amru-hum). Außerdem soll ʿAlī angeordnet haben, dass von den Madschūs die Dschizya eingezogen wird.
Asch-Schahrastānī teilte die Ahl al-kitāb in zwei Kategorien ein: 1. diejenigen, die ein gesichertes Buch (kitāb) besitzen wie die Tora und das Evangelium und deswegen im Koran als ahl al-kitāb angesprochen werden; 2. diejenigen, die nur etwas Ähnliches wie Buch (šubhat kitāb) besitzen, weil ihr wirkliches Buch wieder in den Himmel entrückt wurde. Zu der ersten Gruppe zählt asch-Schahrastānī die Juden und Christen mit ihren verschiedenen Untergruppen, zu der zweiten Gruppe die Madschūs und die Dualisten. Letztere, so erklärt er, gelten im weiteren Sinne ebenfalls als Ahl al-kitāb, so dass mit ihnen Bündnisse und Schutzverträge geschlossen werden dürfen, doch ist es nicht erlaubt, sich mit ihnen zu verschwägern oder ihre Schlachttiere zu essen. Asch-Schahrastānī benutzt den Begriff Madschūs für die Anhänger des Zoroastrismus und des Zurvanismus und unter der Bezeichnung des Dualismus fasst er die Manichäer, die Mazdakiten, die Bardesaniten und die Markioniten zusammen.
Der hanbalitische Gelehrte Ibn Qaiyim al-Dschauzīya (gest. 1350) dagegen hielt es für falsch, die Madschūs den Ahl al-kitāb zuzurechnen. Sein Argument war hierbei, dass im Koran (Sure 6:156) davon die Rede ist, dass vor dem Koran das Buch nur zu zwei Gruppen herabgesandt wurde. Hieraus schloss er, dass damit nur Juden und Christen gemeint sein könnten. Auch wandte er sich dagegen, die Götzendiener (ʿabadat al-auṯān) bei der Dschizya den Ahl al-kitāb gleichzustellen, wie dies Abū Hanīfa propagiert hatte, weil er meinte, dass der Unglaube der Beigeseller schlimmer sei als der Unglaube der Ahl al-kitāb.

#### Das Fatwa von Raschīd Ridā
Für eine großzügigere Handhabung des Ahl-al-kitāb-Konzepts sprach sich Anfang des 20. Jahrhunderts erneut der Reformgelehrte Raschīd Ridā in einem Fatwa aus. Anlass für dieses Fatwa war, dass ihn ein javanischer Muslim gefragt hatte, ob es erlaubt sei, heidnische Frauen aus China zu heiraten und das von chinesischen Fleischern geschlachtete Fleisch zu essen. Raschīd Ridā meinte, dass die Verwendung des Begriffs für Juden und Christen im Koran nicht ausschließe, dass es auf der Welt andere Ahl al-kitāb geben könne, zumal der Koran sage, dass Gott zu jeder Gemeinschaft Gesandte und als Warner und Freudenboten geschickt habe (Sure 25:24). So wie die Juden und Christen müssten alle anderen Gruppen beurteilt werden, „die Bücher haben, deren Ursprung nicht bekannt ist“ (man ʿinda-hum kutub lā yuʿrafu aṣlu-hā) wie die Madschūs und andere Gruppen ihrer Art. Zu den religiösen Gruppen, die „bis heute Besitzer von Büchern sind, die das Einheitsbekenntnis einschließen“, rechnete er neben den Madschūs die Sabier sowie die Anhänger heidnischer Religionen in Indien, China und Japan. Von ihnen meinte er, dass ihre Bücher himmlischen Ursprungs seien, jedoch in ähnlicher Weise eine Verfälschung erlebt hätten wie die Bücher der Juden und Christen. Deshalb sei es Muslimen erlaubt, ihre Frauen zu heiraten, genauso wie es erlaubt ist, die Frauen der Juden und Christen zu ehelichen.
In Südostasien wird Raschīd Ridās Fatwa so verstanden, dass er auch Hindus, Buddhisten und Konfuzianer in die Ahl al-kitāb einschließen wollte. Während in Indonesien diese Ausweitung des Konzepts auf die süd- und ostasiatischen Religionen von Jarot Wahyudi als eine gute Basis für den Interreligiösen Dialog befürwortet wurde, haben zwei Wissenschaftler von der Science University Malaysia, M. A. Sabjan und N. Sh. Mata Akhir, diese Ausweitung als „absurd“ zurückgewiesen und gefordert, dass der Begriff nur für Juden und Christen verwendet wird, die in der Tradition der Israeliten stehen.

### Arabische Quellen
- Bahāʾ ad-dīn al-ʿĀmilī: Ḥurmat Ḏabāʾiḥ ahl al-kitāb. Muʾassasat al-Aʿlamī, Beirut, 1990.
- Ibn Qaiyim al-Ǧauzīya: Aḥkām ahl aḏ-ḏimma. Ed. Yūsuf ibn Aḥmad al-Bakrī und Šākir ibn Taufīq al-ʿĀrūrī. Ramādī an-našr, ad-Dammām, 1997. Digitalisat
- Ibn Taimīya: Iqtiḍāʾ aṣ-ṣirāṭ al-mustaqīm li-muḫālafat aṣḥāb al-ǧaḥīm. 2 Bde. Maktabat ar-Rušd, Riyad, 1998. Digitalisat
- Rašīd Riḍā: Tafsīr al-Qurʾān al-ḥakīm (Tafsīr al-Manār). 12 Bde. Al-Haiʾa al-Miṣrīya al-ʿāmma li-l-kitāb, Kairo, 1990. Bd. VI, S. 156–160. Online-Version
- Rašīd Riḍā: Taʾrīḫ al-ustāḏ al-imām 2. Aufl. Dār al-Faḍīla, Kairo, 2006. Bd. I, S. 672–677. Digitalisat
- Muḥammad aš-Šahrastānī: al-Milal wa-n-niḥal Ed. Aḥmad Fahmī Muḥammad. Dār al-Kutub al-ʿilmīya, Beirut, 1992. S. 227–256. Digitalisat – Deutsche Übers. Theodor Haarbrücker. 2 Bde. Halle 1850–51. Teil I, S. 244–270. Digitalisat

### Sekundärliteratur
- Charles C. Adams: Muḥammad ʿAbduh and the Transvaal Fatwa. In: Macdonald Presentation Volume. Princeton University Press, New York 1933. S. 13–29. Digitalisat.
- Ignaz Goldziher: Über muhammedanische Polemik gegen Ahl al-kitâb. In: Zeitschrift der Deutschen Morgenländischen Gesellschaft. Band 32, 1878, S. 341–387. Digitalisat.
- Ignaz Goldziher: Die Richtungen der islamischen Koranauslegung. Brill, Leiden 1920.
- Emily Benichou Gottreich: Ahl al-kitāb. In: Dan Diner (Hrsg.): Enzyklopädie jüdischer Geschichte und Kultur. Band 1: A–Cl. Metzler, Stuttgart/Weimar 2011, ISBN 978-3-476-02501-2, S. 17–20.
- Erwin Gräf: Jagdbeute und Schlachttier im islamischen Recht. Eine Untersuchung zur Entwicklung der islamischen Jurisprudenz. Selbstverlag Orientalisches Seminar der Universität Bonn, Bonn 1959. S. 272–277.
- Meir Kister: „Do Not Assimilate Yourselves…“. Lā Tashabbahū. In: Jerusalem Studies in Arabic and Islam. 12, 1989, S. 321–353.
- Heinz-Otto Luthe: „Ahl al-kitab“ – „Frères devant Dieu“: quelques prises de position sur les relations islamo-chrétiennes. In: Heinz Otto Luthe, Marie-Thérèse Urvoy (Hrsg.): Relations islamo-chrétiennes: bilan et perspectives. Éd. de Paris, Versailles 2007. S. 101–124.
- J. D. McAuliffe: Persian exegetical evaluation of the ahl al-kitāb. In: Muslim World. Band 73, 1983, S. 87–105.
- Muhammad Azizan Sabjan, Noor Shakirah Mata Akhir: The concept of the People of the Book (ahl al-Kitāb) in Islamic religious tradition.  In: Afkār. Journal of ʿAqīdah and Islamic Thought- 6, 2005, S. 15–35.
- Zeki Saritoprak und Sidney Griffith: „Fethullah Gülen and the ‚People of the Book‘: A Voice from Turkey for Interfaith Dialogue“ in The Muslim World 95 (2005) 329–340.
- Jens Scheiner: Al-Ḥākim, die Šurūṭ al-ʿUmarīya und die Ahl al-Kitāb. In: Hinrich Biesterfeldt, Verena Klemm (Hrsg.): Differenz und Dynamik im Islam. Festschrift für Heinz Halm zum 70. Geburtstag. Ergon, Würzburg 2012. S. 37–54.
- Paula Schrode: Sunnitisch-islamische Diskurse zu Halal-Ernährung: Konstituierung religiöser Praxis und sozialer Positionierung unter Muslimen in Deutschland. Ergon, Würzburg 2010. S. 186–189.
- Moshe Sharon: People of the Book. In: Jane Dammen McAuliffe (Hrsg.): Encyclopaedia of the Qur’an. Band 4. Brill, Leiden 2004. S. 36–43.
- G. Vajda: Ahl al-Kitāb. In: The Encyclopaedia of Islam. New Edition. Band 1, S. 264a–266a.
- Jarot Wahyudi: Exegetical Analysis of the „Ahl al-kitāb“ Verses of the Qur'an. In: Islamic Studies. Band 37, 1998, S. 425–443.
- Jarot Wahyudi: Ahl al-kitāb: a Qurʾānic invitation to inter-faith co-operation. Pilar Religia, Yogyakarta 2005.

## Belege
1. ↑  Vgl. G. Bergsträsser: Grundzüge des Islamischen Rechts. Bearbeitet u. hrsg. von J. Schacht. Berlin-Leipzig 1935. S. 44f.
2. ↑  Vgl. Sharon: "People of the Book". 2004, S. 39b.
3. ↑  Vgl. Sharon: "People of the Book". 2004, S. 39b.
4. ↑  Vgl. Wahyudi: Exegetical Analysis of the "Ahl al-kitāb" Verses of the Qur'an. 1998, S. 427.
5. ↑  Vgl. Wahyudi: Exegetical Analysis of the "Ahl al-kitāb" Verses of the Qur'an. 1998, S. 429f.
6. ↑  Vgl. McAuliffe: "Persian exegetical evaluation of the ahl al-kitāb". 1983, S. 102.
7. ↑  Vgl. McAuliffe: "Persian exegetical evaluation of the ahl al-kitāb". 1983, S. 102.
8. ↑  Vgl. Wahyudi: Exegetical Analysis of the "Ahl al-kitāb" Verses of the Qur'an. 1998, S. 434.
9. ↑  Vgl. ʿAbd ar-Raḥmān as-Suhailī: at-Taʿrīf wa-l-iʿlām fīmā ubhima min al-asmāʾ wa-l-aʿlām fī l-qurʾān al-karīm. Ed. ʿAbdā Muhannā. Dār al-kutub al-ʿilmīya, Beirut, 1987. S. 38.
10. ↑  Vgl. McAuliffe: "Persian exegetical evaluation of the ahl al-kitāb". 1983, S. 93.
11. ↑  Vgl. McAuliffe: "Persian exegetical evaluation of the ahl al-kitāb". 1983, S. 94.
12. ↑  Vgl. McAuliffe: "Persian exegetical evaluation of the ahl al-kitāb". 1983, S. 98f.
13. ↑  Vgl. McAuliffe: "Persian exegetical evaluation of the ahl al-kitāb". 1983, S. 100.
14. ↑  Vgl. Sharon: "People of the Book". 2004, S. 41b.
15. ↑  Vgl. Sharon: "People of the Book". 2004, S. 42a.
16. ↑  Vgl. Sharon: "People of the Book". 2004, S. 41b.
17. ↑  Sure 9:29
18. ↑  Vgl. Scheiner: "Al-Ḥākim, die Šurūṭ al-ʿUmarīya und die Ahl al-Kitāb". 2012, S. 40.
19. ↑  Vgl. Ibn Taimīya: Iqtiḍāʾ aṣ-ṣirāṭ al-mustaqīm. 1998, S. 416.
20. ↑  Vgl. Kister: "'Do Not Assimilate Yourselves'…". 1989, S. 329.
21. ↑  Vgl. Ibn Taimīya: Iqtiḍāʾ aṣ-ṣirāṭ al-mustaqīm. 1998, S. 416.
22. ↑  Vgl. Kister: "'Do Not Assimilate Yourselves'…". 1989, S. 347.
23. ↑  Vgl. at-Tirmiḏī: al-Ǧāmiʿ al-kabīr, Ed. Baššār ʿAuwād Maʿrūf. Dār al-Ġarb al-Islāmī, Beirut, 1996. Bd. II, S. 81 (Mā ǧāʾa fī faḍl as-saḥūr, Nr. 708). Digitalisat
24. ↑  Vgl. al-Qāḍī Nuʿmān: Daʿāʾim al-islām wa-ḏikr al-ḥalāl wa-l-qaḍāyā wa-l-aḥkām. Ed. Asaf A. Fyzee. 2 Bde. Kairo 1951-1960. Bd. I, S. 124.
25. ↑  Vgl. Ibn Taimīya: Iqtiḍāʾ aṣ-ṣirāṭ al-mustaqīm. 1998, S. 421.
26. ↑  Vgl. Ṣaḥīḥ al-Buḫārī: Kitāb al-Iʿtiṣām bi-l-kitāb. Bāb Qaul an-nabī lā tasʾalū ahl al-kitāb ʿan šaiʾ Nr. 6927, 6928 Online-Version (Memento vom 6. Februar 2016 im Internet Archive).
27. ↑  Vgl. Goldziher: Die Richtungen der islamischen Koranauslegung. 1920, S. 59.
28. ↑  Vgl. aḏ-Ḏahabī: Siyar aʿlām al-nubalāʾ. Ed. Šuʿaib al-Arnaʾūṭ und Ḥusain al-Asad. Mu'assasat ar-Risāla, Beirut, 1981. Bd. III, S. 81.
29. ↑  Vgl. Goldziher: Die Richtungen der islamischen Koranauslegung. 1920, S. 68.
30. ↑  Vgl. Ṣaḥīḥ al-Buḫārī: Kitāb al-Iʿtiṣām bi-l-kitāb. Bāb Qaul an-nabī lā tasʾalū ahl al-kitāb ʿan šaiʾ Nr. 6927 Online-Version (Memento vom 6. Februar 2016 im Internet Archive).
31. ↑  Vgl. Goldziher: Die Richtungen der islamischen Koranauslegung. 1920, S. 58.
32. ↑  Vgl. Goldziher: Die Richtungen der islamischen Koranauslegung. 1920, S. 68.
33. ↑  Zit. Vgl. Ṣaḥīḥ al-Buḫārī: Kitāb aš-šahādāt. Bāb Qaul an-nabī lā yusʾal ahl aš-širk ʿan aš-šahāda wa-ġairi-hā Nr. 2539 Online (Memento vom 6. Februar 2016 im Internet Archive) und die deutsche Übersetzung bei Goldziher: "Über muhammedanische Polemik gegen Ahl al-kitâb". 1878, S. 344.
34. ↑  Vgl. Rašīd Riḍā: Taʾrīḫ al-ustāḏ al-imām 2006. Bd. I, S. 677.
35. ↑  Vgl. Gräf: Jagdbeute und Schlachttier. 1959, S. 272f.
36. ↑  Vgl. Rašīd Riḍā: Taʾrīḫ al-ustāḏ al-imām 2006. Bd. I, S. 677f.
37. ↑  Vgl. Rašīd Riḍā: Taʾrīḫ al-ustāḏ al-imām 2006. Bd. I, S. 677f.
38. ↑  Vgl. Gräf: Jagdbeute und Schlachttier. 1959, S. 272f.
39. ↑  Vgl. M. Rodinson: Ghidhāʾ. In: The Encyclopaedia of Islam. New Edition. Band 2, S. 1057a-1072b, hier: S. 1065b.
40. ↑  Vgl. Bahāʾ ad-dīn al-ʿĀmilī: Ḥurmat Ḏabāʾiḥ ahl al-kitāb. 1990, S. 59.
41. ↑  Vgl. Rašīd Riḍā: Taʾrīḫ al-ustāḏ al-imām 2006. Bd. I, S. 677.
42. ↑  Vgl. Adams: "Muḥammad ʿAbduh". 1933, S. 16.
43. ↑  Vgl. Adams: "Muḥammad ʿAbduh". 1933, S. 17f., 25.
44. ↑  Vgl. Adams: "Muḥammad ʿAbduh". 1933, S. 25f.
45. ↑  Vgl. Schrode: Sunnitisch-islamische Diskurse zu Halal-Ernährung. 2010, S. 188.
46. ↑  Vgl.  Claudia Preckel: Islamische Bildungsnetzwerke und Gelehrtenkultur im Indien des 19. Jahrhunderts: Muḥammad Ṣiddīq Ḥasan Ḫān (st. 1890) und die Entstehung der Ahl-e ḥadīṯ-Bewegung in Bhopal. Bochum, Univ., Diss., 2005. S. 279.
47. ↑  Vgl. Rašīd Riḍā: Taʾrīḫ al-ustāḏ al-imām 2. Aufl. Dār al-Faḍīla, 2006. Bd. III, S. 167. Digitalisat
48. ↑  Vgl. F.K.: Review of Ṭahārat Ahl al-Kitāb by Abu 'Abd Allah az-Zinjānī in Journal of the Royal Asiatic Society of Great Britain and Ireland 1 (1928) 202-204.
49. ↑  Vgl. aš-Šahrastānī: al-Milal wa-n-niḥal. 1992. S. 227. – Dt. Übers. Haarbrücker. Bd. I, S. 244f.
50. ↑  Vgl. Gräf: Jagdbeute und Schlachttier. 1959, S. 272f.
51. ↑  Vgl. Mālik ibn Anas: Al-Muwatta: The first formulation of Islamic Law. Translated by Aisha Abdurrahman Bewley. Kegan Paul, London u. New York, 1989. S. 107b.
52. ↑  Vgl. al-Qāḍī Nuʿmān: Daʿāʾim al-islām wa-ḏikr al-ḥalāl wa-l-qaḍāyā wa-l-aḥkām. Ed. Asaf A. Fyzee. 2 Bde. Kairo 1951-1960. Bd. I, S. 380.
53. ↑  Vgl. aš-Šahrastānī: al-Milal wa-n-niḥal. 1992. S. 227. – Dt. Übers. Haarbrücker. Bd. I, S. 244f.
54. ↑  Vgl. aš-Šahrastānī: al-Milal wa-n-niḥal. 1992. S. 256–287. – Dt. Übers. Haarbrücker. Bd. I, S. 270–299.
55. ↑  Vgl. Ibn Qaiyim al-Ǧauzīya: Aḥkām ahl aḏ-ḏimma. 1997, S. 83.
56. ↑  Vgl. Ibn Qaiyim al-Ǧauzīya: Aḥkām ahl aḏ-ḏimma. 1997, S. 95.
57. ↑  Vgl. Wahyudi: Ahl al-kitāb. 2005, S. 26.
58. ↑  Vgl. Rašīd Riḍā: Tafsīr al-manār.  1990, S. 156.
59. ↑  Vgl. Rašīd Riḍā: Tafsīr al-manār.  1990, S. 157.
60. ↑  Vgl. Rašīd Riḍā: Tafsīr al-manār.  1990, S. 160.
61. ↑  Vgl. Muhammad Azizan Sabjan, Noor Shakirah Mata Akhir: The concept of the People of the Book. 2005, S. 28.
62. ↑  Vgl. Wahyudi: Ahl al-kitāb. 2005, S. 26.
63. ↑  Vgl. Muhammad Azizan Sabjan, Noor Shakirah Mat Akhir: The concept of the People of the Book. 2005, S. 29–31.